# Fjölnir
Fjölnir, Fjölner, Fjolner o Fjolne (norreno antico Fjǫlnir - "molte volte" o "assai"), (Gamla Uppsala, I secolo a.C. – Lejre, I secolo), è stato un re leggendario sueone della casata dei Yngling, di Uppsala.
Secondo l'Ynglingatal era figlio del dio Freyr e della gigantessa Gerðr.
Il poema Gróttasöngr riporta che Fjölnir visse tra il I secolo a.C. e l'inizio del I secolo d.C.
Fjölnir affogó in un tino di idromele durante la visita a Fróði il Pacifico (Friðfróði), un altrettanto mitologico re della Sjælland.
A Fjölnir successe suo figlio Sveigðir.

## Gróttasöngr
Il Gróttasöngr riporta che Fjölnir fu contemporaneo di Ottaviano Augusto (63 a.C.-14 d.C.). Fu un re potente e con lui i raccolti erano abbondanti e la pace fu mantenuta.
Sebbene le fonti islandesi indichino che Fróði fu un re molto antico, nel 5° libro delle Gesta Danorum Saxo lo colloca relativamente tardi, pur confermando la contemporaneità con Augusto e Gesù.
Gróttasöngr racconta che quel tempo il re dello Sjælland, Fróði il Pacifico, figlio di Friðleifr, comprò da Fjölnir due schiave gigantesse chiamate Fenja e Menja.

## Ynglinga saga
La Saga degli Ynglingar (Ynglinga saga) racconta che Fjölnir era figlio di Freyr e della gigantessa Gerðr. 
(Snorri Sturluson - Saga degli Ynglingar - X. Dauði Freys)
Il racconto continua con la morte Freyr e la sua divinizzazione. È dovuto alla tipica visione evemerista dell'autore, Snorri Sturluson. Snorri racconta anche della morte di Fjölnir, affogato in un tino di idromele.
(Snorri Sturluson - Saga degli Ynglingar XI. Dauði Fjölnis konungs.)
La Historia Norwegiæ fornisce una versione riassunta in latino dell Ynglingatal, che precede gli scritti di Snorri. Informa anche che Fjölnir era il figlio di Freyr e che affogò nel tino di idromele.
Il Gesta Danorum, al libro primo, narra una storia simile nella quale Freyr corrisponde a Hadingus (Hadding) e Fjölnir a Hundingus (Hunding). Narra di come re Hundingus di Svezia credendo alla false voce della morte di re Hadingus di Danimarca, organizzò degli ossequi funebri tramite una cerimonia commemorativa. Hundingus stesso serviva la birra da un enorme tino, ma accidentalmente inciampò, cadde ed affogò. Quando Hadingus seppe della notizia, si impiccò in pubblico.